# Đường hầm Yulhyeon
Đường hầm Yulhyeon là một hầm đường sắt ở Hàn Quốc, được khai trương vào tháng 12 năm 2016 và hiện là hầm đường sắt dài thứ tư thế giới với chiều dài 50,3 kilômét. Đường hầm, bao gồm hai ống cho tàu chạy ngược chiều, là một phần của tuyến đường sắt cao tốc Suseo–Pyeongtaek dài 61,1 kilômét nối Ga Suseo ở phía đông nam của Seoul với tuyến đường sắt cao tốc Gyeongbu. Luồng vào tuyến cao tốc cũ nằm ở phía nam thành phố Pyeongtaek. Bản thân đường hầm chiếm khoảng 82% chiều dài toàn tuyến mới. Đường hầm Yulhyeon được xây dựng bằng phương pháp đào hầm mới của Áo (NATM) và được thiết kế cho tốc độ tối đa 300 km/h. Tốc độ hành trình trung bình là khoảng 240 km/h do có điểm dừng trung gian tại Ga Dongtan ở phần phía nam của đường hầm.